# Александър Жигалкин
Александър Александрович Жигалкин (роден на 1 февруари 1968 г., Москва, СССР) е съветски и руски театрален, филмов, телевизионен и дублиращ актьор, театрален, филмов и телевизионен режисьор, сценарист, продуцент и телевизионен водещ. Той е най-известен с режисьорската си работа в телевизионните проекти „6 кадъра“, „Слава Богу, дойде!“, „Дъщерите на татко“, „Воронини“.

## Биография
Александър Жигалкин е роден на 1 февруари 1968 г. в Москва. През 1992 г. завършва актьорско майсторство във Висшето театрално училище „Борис Шчукин“. Актьор и един от основателите на театъра „Scientist Monkey“. Доцент в Катедрата по актьорско майсторство, Естраден факултет, ГИТИС. Управляващ директор на Централния дом на актьорите на името на. А. А. Яблочкина. Съосновател на продуцентския център „Ридеамус“. Член на Руската телевизионна академия.
Творческата му кариера започва, когато е студент в театъра „Евгений Вахтангов“, но също така озвучава френския анимационен филм „Пиф и Херкулес“ през 1982 г. за разпространение в Съветския съюз.
Арбитърът от Книгата на рекордите на Гинес Ричард Стенинг, през 2017 г., след заснемането на 455-ия епизод на „Семейство Воронини“ връчва наградата на Александър Жигалкин.